# مل بونی

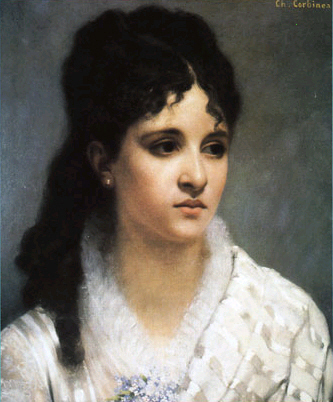
مِل بونی

ملانی هلن بونی (به فرانسوی: Mélanie Hélène Bonis) معروف به مِل بونی آهنگساز فرانسوی در ۲۱ ژانویه ۱۸۵۸ در پاریس به دنیا آمد و در ۱۸ مارس ۱۹۳۷ در سارسِل درگذشت.

## برخی از آثار
- رمانس بدون کلام برای پیانو
- سوییت برای فلوت، ویلن و پیانو
- سوییت به سبک قدیمی برای فلوت، ویلن، آلتو و پیانو
- آثاری برای پیانو: اَمپرمتو، پره لود، منوئه، مازورکا، ساراباند ...

## شنیدن آثار
- youtube
- آثار آوازی